# CBS 뉴스

로고

CBS 뉴스(CBS News)는 미국 방송 네트워크 CBS의 뉴스 제작 자회사이다.

## 같이 보기
- ABC 뉴스
- NBC 뉴스
- CNN
- 폭스 뉴스
- 블룸버그 뉴스